# Sonja Ludvigsen
Sonja Aase Ludvigsen (* 7. Februar 1928 in Vestby; † 12. Juli 1974) war eine norwegische Politikerin der Arbeiderpartiet (Ap). Sie war von 1965 bis 1974 Abgeordnete im Storting, von Oktober 1973 bis Juli 1974 war sie die Sozialministerin ihres Landes.

## Leben
Ludvigsen besuchte bis 1945 die Realschule, im Jahr 1946 schloss sie die Zeit an der Handelsschule ab. Nachdem sie von 1945 bis 1947 als Büroassistentin gearbeitet hatte, wurde sie danach für die Kommunalverwaltung von Vestby tätig. In den Jahren 1955 bis 1959 sowie erneut von 1963 bis 1972 saß sie im Kommunalparlament der Gemeinde. Zwischen 1958 und 1964 gehörte sie dem Vorstand der Jugendpartei Arbeidernes Ungdomsfylking (AUF) an. Ludvigsen war zudem zwischen 1958 und 1965 die Gleichstellungsbeauftragte von Vestby.
Bei der Parlamentswahl 1965 zog Sonja Ludvigsen erstmals ins norwegische Nationalparlament Storting ein. Dort vertrat sie den Wahlkreis Akershus und sie wurde zunächst Mitglied im Verkehrsausschuss. Zudem fungierte sie von Oktober 1965 bis September 1969 als Vizesekretärin des Stortings. Nach der Wahl 1969 wechselte sie in den Industrieausschuss, bevor sie im März 1971 während der laufenden Legislaturperiode in den Sozialausschuss überging, wo sie Vorsitzende wurde. In der Arbeiderpartiet gehörte sie ab 1965 dem Parteivorstand an, ab 1967 war sie Vorsitzende der parteiinternen Frauenorganisation.
Am 16. Oktober 1973 wurde Ludvigsen zur Sozialministerin in der neu gebildeten Regierung Bratteli II ernannt. Wegen ihrer Regierungsmitgliedschaft musste sie ihr Mandat im Storting ruhen lassen. Ab 16. April 1974 war Ludvigsen als Ministerin beurlaubt, bevor sie am 12. Juli 1974 im Alter von 46 Jahren ihrem Krebsleiden erlag. Sie wurde in einem Ehrenbegräbnis des norwegischen Staates bestattet. Staatsminister Trygve Bratteli erklärte, dass Ludvigsen das Amt als Ministerin annahm, obwohl sie bereits wusste, dass sie krank war.

## Positionen
Ludvigsen befürwortete, dass Frauen bis zur zwölften Schwangerschaftswoche selbst darüber entscheiden sollten, ob sie einen Schwangerschaftsabbruch vornehmen möchten.